# Krönhof
Krönhof ist ein Gemeindeteil der Gemeinde Engelthal im Landkreis Nürnberger Land (Mittelfranken, Bayern). Krönhof liegt in der Gemarkung Sendelbach.

## Geografie
Die Einöde liegt an einer Gemeindeverbindungsstraße, die nach Sendelbach zur Staatsstraße 2404 (0,7 km westlich) bzw. zur Kreisstraße LAU 5 führt (0,8 km östlich).

## Geschichte
Der Ort existierte bereits im Hochmittelalter. In den ersten schriftlichen Nachweisen wurde er zunächst als „Eckenbach“ bezeichnet. Unter diesem Namen fand 1290 auch die erstmalige Erwähnung der Einöde statt. Dies erfolgte in einer Urkunde des Grafen Gerhard von Hirschberg-Sulzbach, in der der Ministeriale Heinrich von Swinach zugunsten des Grafen auf verschiedene Rechte verzichtete, darunter auch solche am Einödhof.
Die zweite Erwähnung von Krönhof erfolgte 1310 im Zuge eines Rechtsstreits, bei dem sich das Kloster Engelthal und die beiden Niederadligen Gebhard und Eberhard von Henfenfeld gegenüberstanden. In diesem Konflikt wurde von beiden Seiten zum einen das Besitzrecht über den Hof Eckenbach geltend gemacht, zum anderen auch der Zehnt von Sendelbach beansprucht. Das Urteil des Nürnberger Reichsschultheißen Konrad Eseler gab den beiden Adligen Recht, so dass der Einödhof zunächst noch in deren Besitz verblieb. 27 Jahre später aber verkaufte Gebhard von Henfenfeld den Hof an den Konvent des Klosters Engelthal, so dass dieser doch noch in das Eigentum des Klosters überging.
Im Salbuch des Klosters wird dann 1350 auch zum ersten Mal der heutige Name des Hofes gebraucht, dies unter der Bezeichnung „Crunnhof auf dem Ekenpach“. Die wechselseitige Verwendung der Namen Krönhof und Eckenbach fand aber noch während des 15. Jahrhunderts statt.
Zusammen mit Engelthal ging auch der Krönhof infolge des Landshuter Erbfolgekrieges in den Besitz der Reichsstadt Nürnberg über und wurde zum Teil des später gebildeten nürnbergischen Pflegamtes Engelthal.
Mit dem Gemeindeedikt (frühes 19. Jahrhundert) wurde Krönhof dem Steuerdistrikt Henfenfeld und der Ruralgemeinde Sendelbach zugewiesen. Im Zuge der Gebietsreform in Bayern Krönhof am 1. Juli 1972 in die Gemeinde Engelthal eingegliedert.